# Światopełk-Zawadzcy herbu Lis
Zawadzcy herbu Lis, o przydomku Światopełk – polska rodzina szlachecka.

## Historia
Rodzina Zawadzkich, pieczętująca się herbem Lis, wywodząca się z woj. krakowskiego, od XVII w. przyjęła do nazwiska przydomek Światopełk, na pamiątkę swego przodka Świętopełka z Irządz, wojewody krakowskiego, żyjącego na przełomie XIII/XIV w. Wspólnego pochodzenia z: Bechcickimi, Rudnickimi i Światopełk-Bolestraszyckimi. Ich dewizą jest wyrażenie: "Velle posse est".
Od XV w. osiadła na Rusi Czerwonej, gdzie do XVII w. skoligacili się ze znaczącymi wówczas rodzinami: Bełżeckimi herbu Jastrzębiec, Drużbicami herbu Junosza, Kuropatnickimi herbu Nieczuja, Mrozowickimi herbu Prus III i Lipskimi herbu Grabie.
Niektórzy przedstawiciele tej rodziny od XVII w. używali herbu Lis z mitrą książęcą, powołując się na rzekome pokrewieństwo z Rurykowiczami (pochodzenie od bliżej nieokreślonego księcia Światopełka).

## Znani przedstawiciele
- Jan Światopełk-Zawadzki (ok. 1750-ok. 1800) – szambelan królewski
- Józef Światopełk-Zawadzki (1859-1919) − prawnik, kierownik resortu sprawiedliwości
- Stanisław Światopełk-Zawadzki (ok. 1435-1504) – chorąży przemyski